# Цицикамма
Горы Цицикамма (англ. Tsitsikamma Mountains) — горный хребет вдоль южного побережья ЮАР в Западно-Капской и Восточно-Капской провинциях. Горы проходят с востока на запад. Высочайшая вершина — гора Формоза (1675 м). На языке нама Цицикамма означает «место большого количества воды».

## География
Хребет Цицикамма простирается чуть более чем на 80 км от реки Кеурбумс на западе к северу от города Плеттенберг-Бэй, до перевала Каридоу и реки Эрсте на востоке, недалеко от города Кариду, и образует непрерывный хребет с горами Утениква на западе. [2] Цицикамма состоит почти исключительно из песчаника, который чрезвычайно устойчив к эрозии. Пик Формоза — самая высокая точка в хребте с высотой 1675 м. Климат ареала чрезвычайно мягкий, с колебаниями температуры всего от 10 °C до 25 °C и количеством осадков, превышающим 1000 мм в год, таким образом, в регионе есть зелёные финбоши и галерейные леса. Зимой на самых высоких вершинах иногда бывает снег.
Топография гор интересна тем, что хребет резко поднимается с юга по чётко очерченной линии, которая проходит почти строго с востока на запад на 34 ° ю. ш.. Это связано с очень регулярным характером подъёма песчаника в складчатой структуре антиклинали над уровнем окружающего прибрежного плато Цицикамма.

## Достопримечательности
Национальный парк Цицикамма расположен к югу от хребта в сторону Индийского океана. Область между хребтом и океаном также носит название Цицикамма и характеризуется несколькими животноводческими фермами, редкими поселениями и густыми лесами афромонтане (умеренного пояса). Этот регион расположен на плато высотой 200 м между горами и крутыми скалами, спускающимися к Индийскому океану. Мост Блукранс находится на границе между провинциями Восточный и Западный Кейп и является самым высоким в мире прыжком с тарзанки.
- Национальный парк Цицикамма. Устье реки Стормс.
- Мост Блукранс.